# Festival She Makes Noise
She Makes Noise es un festival de música y cine, dedicado a mujeres que trabajan en los campos de la música electrónica, el arte sonoro y la experimentación audiovisual. Su primera edición se celebró en el año 2015 y tiene una periodicidad anual. Es un proyecto desarrollado por Playtime Audiovisuales, comisariado por Natalia Piñuel y Enrique Piñuel, pionero en España. Tiene su sede en La Casa Encendida (Madrid).
El principal objetivo del festival es vincular a la mujer y a las identidades no binarias con el ámbito de la música electrónica y el audiovisual contemporáneo, visibilizando el trabajo de todes elles.

## Orígenes
She Makes Noise tiene su origen en 2013 como plataforma en línea del mismo nombre sobre mujeres que se dedican a la música electrónica y la experimentación sonora y surgida "para abordar una situación de lo más anómala: la postergación de las mujeres en la música electrónica, desde donde se lleva a cabo un mapeo de artistas, obra audiovisual, investigadoras y crítica".
Natalia Piñuel, co-organizadora del festival y parte de Playtime Audiovisuales, desarrolló la idea de la plataforma después de leer un artículo en la revista británica The Wire sobre las estadísticas de la representación de la mujer en los festivales de música electrónica a través de un estudio especializado por el colectivo female:pressure. She Makes Noise comenzó en 2015, dos años más tarde del inicio de la web, su andadura como festival.

## Ediciones

### I edición: 2015
La primera edición de She Makes Noise se desarrolló entre el 27 de febrero y el 1 de marzo de 2015. 
- Música - LCC + Klara Lewis + Karen Gwyer + Paula Temple & Jem the Misfits
- Cine - Deborah Stratman + Marie Losier + Jeanne Liotta + Beatrice Gibson + Vicki Bennett + Laida Lertxundi
- Taller - LCC

### II edición: 2016
La segunda edición del festival tuvo lugar del 20 al 23 de octubre de 2016.
- Música - Kara-Lis Coverdale aka K-LC + Nikka y Alba G. Corral + Lanoche + Adda Kaleh +  She spread sorrow + Chra
- Cine - Jennifer Reeder + Ana Vaz + Sasha Litvintseva + Julia Yezbick + Elizabeth Price + Laurie Anderson
- Taller - Agnès Pe

### III edición: 2017
La tercera edición se desarrolló entre el 19 y el 22 de octubre de 2017.
- Música - Elysia Crampton + Nídia + Nkisi + Deena Abdelwahed + Ectoplasm Girls + Puce Mary
- Cine - Anna Rose Holmer + Alee Peoples + Laura Huertas Millán + Yasmin Thayná + Anocha Suwichakornpong
- Taller - Raquel Meyers
- Performance - Raquel Meyers

### IV edición: 2018
La cuarta edición se desarrolló entre el 18 y el 21 de octubre de 2018.
- Música - Pan Daijing + FXWRK + Klein + Jamz Supernova + Beatrice Dillon + Okkre
- Cine - Annika Berg + Evangelia Kranioti + Vivian Ostrovsky + Rhea Storr + Marialy Rivas
- Taller - Blanca Rego
- Performance - Blanca Rego
- En Familia - Clara te canta & Ana Esteve Reig + Agnès Pe

### V edición: 2019
La quinta edición se desarrolló entre el 03 y el 6 de octubre de 2019.
- Música - Abyss X + Hibotep + Posion Arrow & Cornelia Thonhauser + Juliana Huxtable + Clon & NWRMNTC + Electric Indigo
- Cine - Pia Hellenthal + Mary Helena Clark + Sofia Bohdanowicz + Cauleen Smith + Kathryn Elkin + Beatrice Gibson + Jennifer Reeder
- Taller - Elena Juárez
- Encuentro - Susanne Kirchmay
- En Familia - Mursego + SLVJ & Rayuli

### VI edición: 2020
La sexta edición se desarrolló entre el 22 y el 25 de octubre de 2020.
- Música - Tutu b2b Okkre + Catu Diosis + Veinn + MBodj + nara is neus y Sasha Smirnova + Marina Herlop
- Cine - Constanze Ruhm + Maris Curran + Aura Satz + Posy Dixon + Sol Berruezo Pichon-Rivière
- Taller - Anna Díaz
- Encuentro / Charla - Okkre, Veinn y Anna Díaz
- En Familia - Sarah Rasines

### VII edición: 2021
La séptima edición se desarrolló entre el 20 y el 24 de octubre de 2021.
- Música - Sabiwa + Ziúr + Slim Soledad + Scintii + Awkward Moments + Dis Fig
- Cine - Moara Passoni + Eva Giolo + Laura Weissenberger + Valeria Hofmann + Ruth Höflich + Jacqueline Lentzou + Zoé Chantre.
- Taller - Ainara LeGardon
- Performance - Ainara LeGardon
- En Familia - RRUCCULLA + Anatomia Humana Desmontable

### VIII edición: 2022
La octava edición se desarrolló entre el 20 y el 23 de octubre de 2022.
- Música - x/o + Lotic + Yazzus + Aircode + Object Blue + Hüma Utku
- Cine - Simon(e) Jaikiriuma Paetau + Thais Guisasola + Natalia Escobar + Leonor Noivo + Diana Toucedo + Antoinette Zwirchmayr + Ashley McKenzie
- Taller - Coco Moya
- Performance - Coco Moya & erreefe
- En Familia - h waas + Hara Alonso

### IX edición: 2023
La novena edición se desarrolló entre el 19 y el 22 de octubre de 2023.
- Música - Nwando Ebizie + Lila Tirando a Violeta + Bitter Babe + Dania Shilab y Valentina Alvarado + Evita Manji + Sarahsson
- Cine - Martha Mechow + Jennifer Reeder + Elisa Strinna + Vitória Monteiro + Frances Scott y Chu-Li Shewring
- Taller - Valentina Alvarado
- En Familia - Adelaida + Helena Gallardo y Magmovies

### X edición: 2024
La décima edición se desarrolló entre el 15 y el 20 de octubre de 2024.
- Música - Gazelle Twin + Xexa + Deena Abdelwahed + Ale Hop & Laura Robles + bela + 33EMYBW & Joey Holder
- Cine - Norika Sefa + Julieta Seco + Sofía Esteve, Isa Luengo y Marina Freixa Roca + Tânia Dinis + Zuza Banasińska + Jessica Dunn Rovinelli + Constanze Ruhm.
- Taller - Maite Arroitajauregi + La niña Jacarandá
- En Familia - Chica Acosta + La niña Jacarandá